# Řečice (Volfířov)
Řečice (německy Rötschitz) je vesnice, část obce Volfířov v okrese Jindřichův Hradec v Jihočeském kraji. Nachází se asi 3,5 kilometru severně od Volfířova. Prochází zde silnice II/408. Je zde evidováno 56 adres. V roce 2011 zde trvale žilo 147 obyvatel.
Řečice je také název katastrálního území o rozloze 6,56 km². V katastrálním území Řečice leží i Lipová.
Řečice leží osm kilometrů jihozápadně od Dačic, v nadmořské výšce 514 metrů.

## Historie
Nejstarší písemná zpráva o Řečici je uvedena v soupise majetku pánů z Hradce z roku 1294 (uváděn bývá také rok 1291), kdy byla ves v držení Oldřicha II z Hradce. Až do roku 1596 se v držení vystřídali různí majitelé. V roce 1596 koupil Řečici Václav Lipovský z Lipovic, který byl vysokým úředníkem v telčském panství. Za dobré služby a jako dar k narození potomka dostal Václav od panství Telč osadu Královna s mlýnem nazývaným Širkovský a lesy od Velké Lhoty až po Olší. Roku 1730 nechal Václav Lipovský postavit pro své poddané robotníky osadu Famelky, na jejímž místě vznikla roku 1793 osada Lipová. V roce 1830 prodal Bedřich Lipovský z Lipovic statek Řečici Dalbergům. S dačickým panstvím sdílela Řečice osudy do roku 1849, kdy byl velkostatek v roce 1909 prodán svobodnému pánu Robertu Bachovi, za jehož působení v Řečici vzkvétalo polní, lesní a vodní hospodářství a také výstavba hospodářských budov. Posledním majitelem velkostatku byl Karel Šikýř, a to v letech 1924–1948.

## Přírodní poměry
V okolí Řečice se nachází šest studánek. Studánka Královna se nachází v místě bývalé osady Nová královna. Slouží jako zdroj pitné vody pro okolní vesnice a část Dačic. Studně je zaskružená a uzamčená. Součástí vodovodu jsou studně Královna I a Heřmánka. Dále tu leží dvě lesní Hadravské studánky, které byly zrekonstruovány v roce 2014. Jsou značeny v turistických mapách. Voda v nich je pitná a kvalitou srovnatelná se studní Královna. Dále se tu nacházejí studánka u rybníka Pstruhovce, v němž pramení Řečický potok, studánka V mezích a Nevrklova studánka v Podhoří. Rybník Hadrava slouží jako záložní zdroj pitné vody a lze se v něm koupat.
V okolí se nacházejí skalní útvary Bradlo a Hradisko, které jsou opředeny mnoha pověstmi.

## Obyvatelstvo
| Rok            | 1869 | 1880 | 1890 | 1900 | 1910 | 1921 | 1930 | 1950 | 1961 | 1970 | 1980 | 1991 | 2001 | 2011 | 2021 |
| -------------- | ---- | ---- | ---- | ---- | ---- | ---- | ---- | ---- | ---- | ---- | ---- | ---- | ---- | ---- | ---- |
| Počet obyvatel | 364  | 395  | 408  | 392  | 355  | 367  | 350  | 237  | 226  | 180  | 163  | 132  | 132  | 147  | 138  |
| Počet domů     | 66   | 66   | 63   | 64   | 64   | 64   | 64   | 66   | 56   | 48   | 45   | 50   | 54   | 58   | 61   |

## Obecní správa
Při sčítání lidu v letech 1850–1976 Řečice byla samostatnou obcí, se kterým patřila nejprve do okresu Dačice, ale od roku 1960 v okrese Jindřichův Hradec. Od 30. dubna 1976 je částí obce Volfířov v okrese Jindřichův Hradec. V letech 1850–1976 k obci patřila Lipová.

## Školství
V roce 1788 založil v Řečici hrabě Ostein z Dačic jednotřídní školu, kterou navštěvovaly děti z Řečice, Mysletic a Olší. Od roku 1894 byla škola dvoutřídní; k jejímu zrušení došlo v roce 1975.

## Pamětihodnosti
- Zámek
- U kaple stojí kamenný kříž z roku 1811, na jehož podstavci je nápis „Pobožný křesťane, kdykoli umučení Páně rozjímati budeš, vzpomeň modlitbou na dobrodince tohoto kříže.“
- Boží muka při silnici na Mysletice
- Boží muka směr Řečice
- Na návsi se nachází Kaple nejsvětější Trojice z roku 1865
- Naproti zámku stojí kamenný sloup z roku 1854

## Rodáci
- Karl Heribert von Dalberg (1849–1920), baron a člen rakouské panské sněmovny

## Další fotografie

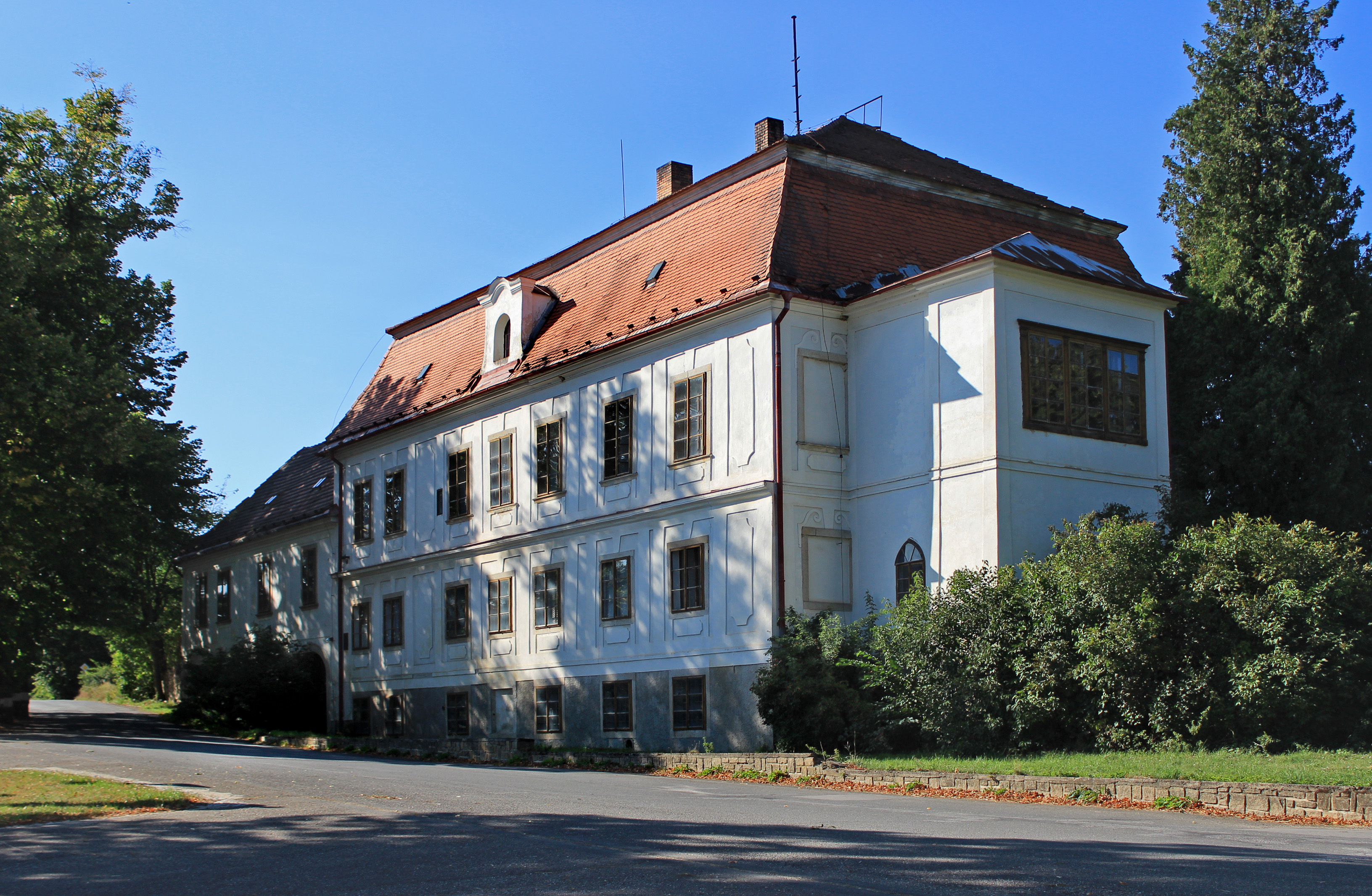
Zámek
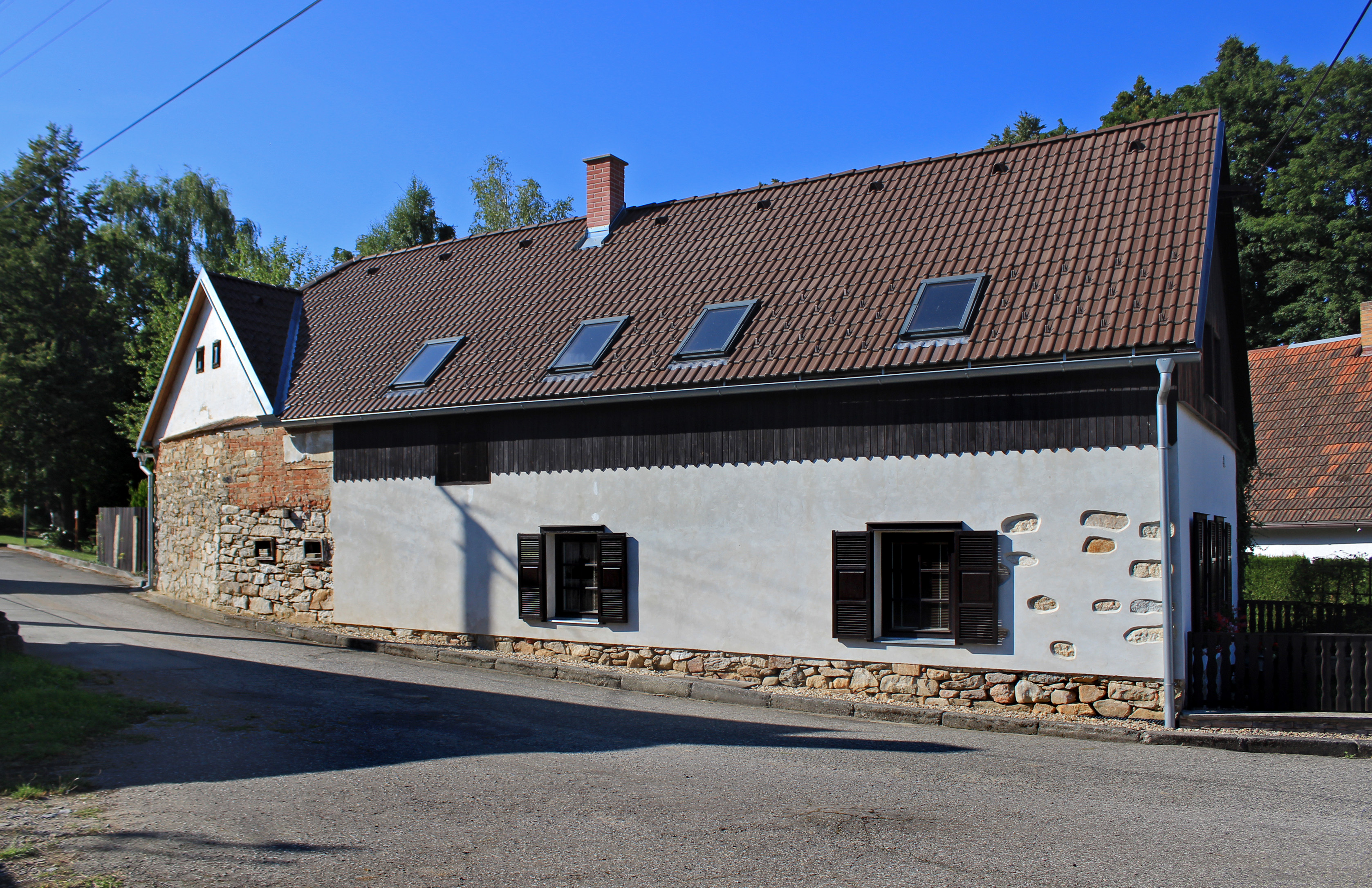
Dům čp. 4
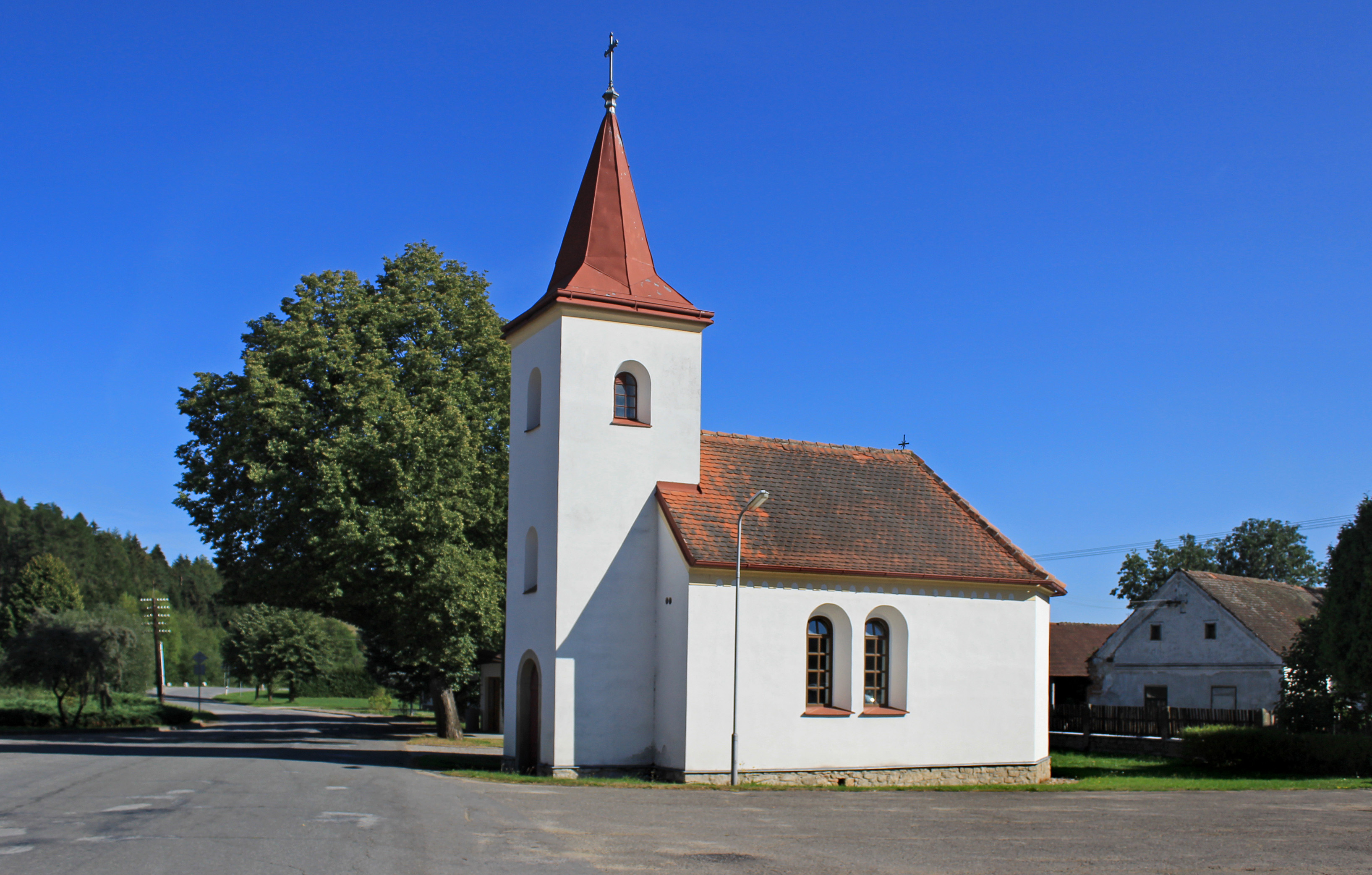
Kaple na návsi
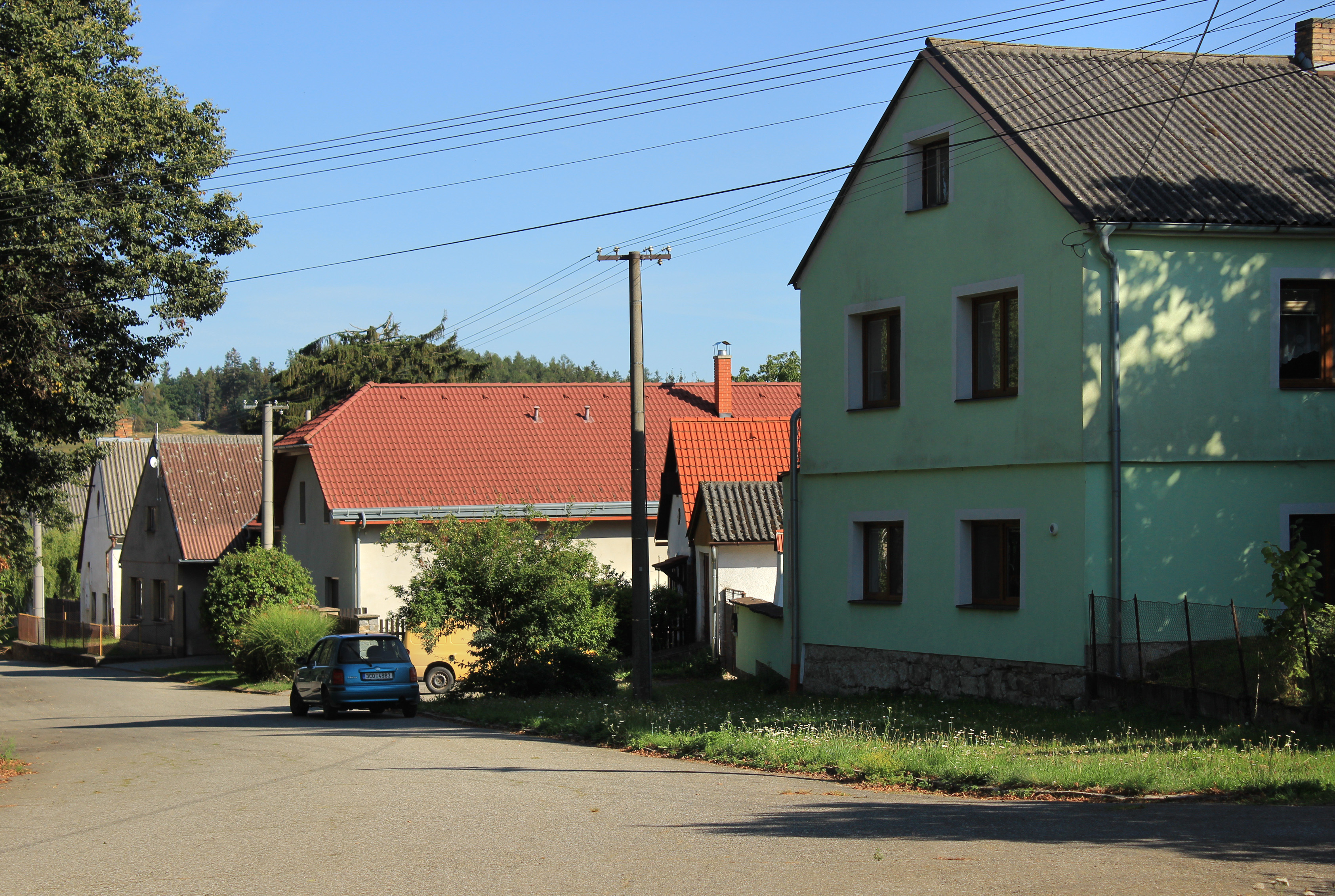
Domky u postranní ulice